# Teresa Cristina của Hai Sicilie
Dona Cristina Teresa (14 tháng 3 năm 1822-28 tháng 12 năm 1889), có biệt danh là "Quốc mẫu Brazil" 
, là Hoàng hậu của Hoàng đế Dome Pedro II của Brasil, vị hoàng đế trị vì từ năm 1831 đến năm 1889. Là một vương nữ của Vương quốc Hai Sicilie ngày nay thuộc miền nam nước Ý, bà con gái của Vua Don Francesco I thuộc nhánh Hai Sicilie của Nhà Bourbon và mẹ là María Isabel. Trong thời gian dài các sử gia tin rằng vương nữ lớn lên trong một bầu không khí không khoan dung và hết sức bảo thủ đã khiến vương nữ có tính cách nhút nhát và rụt rè ở nơi công cộng và vương nữ đã có thể được chấp nhận với rất ít về mặt vật chất hoặc cảm xúc. Các nghiên cứu gần đây đã tiết lộ vương nữ có tính cách phức tạp hơn, mặc dù đã tôn trọng các chuẩn mực xã hội của thời đại, trong đó có thể khẳng định một sự độc lập hạn chế do tính cách mạnh mẽ của bà cũng như sự quan tâm của bà đối với việc học tập, khoa học và văn hóa.